# Повелін
Повелін (пол. Powielin) — село в Польщі, у гміні Вінниця Пултуського повіту Мазовецького воєводства.
Населення — 87 осіб (2011).
У 1975-1998 роках село належало до Цехановського воєводства.

## Демографія
Демографічна структура станом на 31 березня 2011 року:
|          | Загалом | Допрацездатний вік | Працездатний вік | Постпрацездатний вік |
| -------- | ------- | ------------------ | ---------------- | -------------------- |
| Чоловіки | 46      | 8                  | 30               | 8                    |
| Жінки    | 41      | 10                 | 18               | 13                   |
| Разом    | 87      | 18                 | 48               | 21                   |